# Marktmacht
Als Marktmacht (englisch market power) bezeichnet man die Fähigkeit eines Marktteilnehmers, auf Produkte oder Dienstleistungen, Marktpreise und/oder andere Marktdaten der anderen Marktteilnehmer Einfluss nehmen zu können.

## Allgemeines
Die Komposition Marktmacht setzt sich aus den Bestandteilen „Markt“ und „Macht“ zusammen. Die Fähigkeit eines Marktteilnehmers (Anbieter, Nachfrager, sonstige Interessenten), auf andere Marktteilnehmer einzuwirken, muss sich auf einem Markt entfalten. Dabei ist erforderlich, dass sich der Einfluss eines Marktteilnehmers derart verstärkt, dass er auf Preise oder andere Marktdaten einwirken kann. Andere Marktdaten sind insbesondere Absatzvolumen, Produktqualität, Kundendienst, Lieferzeit, Produktgarantien, Zahlungsbedingungen oder Lieferungsbedingungen. Marktmacht ist deshalb die Möglichkeit, das Marktverhalten von Marktteilnehmern im Sinne der eigenen Unternehmensziele zu beeinflussen. Marktmacht ist somit stets Zeitpunkt- und Einzelfall-bezogene relative Marktübermacht eines Marktteilnehmers gegenüber einem anderen.

## Geschichte
Für den französischen Ökonomen Léon Walras besaßen in seiner 1834 entwickelten Theorie die Akteure keine Marktmacht und behandelten die Marktpreise als gegebene Konstanten (Datenparameter). Auch der französische Kollege Antoine-Augustin Cournot ging 1838 bei seinem „vollkommenen Wettbewerb“ (französisch concurrence indéfinie) davon aus, dass keine Marktmacht bestehe. Das Marktgleichgewicht kann durch Marktmacht gestört werden, wodurch Ineffizienzen (Unwirtschaftlichkeiten) entstehen. Diese Ineffizienzen sind in der auf Arthur Cecil Pigou aus dem Jahre 1929 zurückgehenden Tradition der neoklassischen Wohlfahrtsökonomik durch regulative Staatseingriffe zu beseitigen. Die staatliche Marktregulierung kann deshalb Marktmacht begrenzen oder verhindern. Der von Abba P. Lerner 1934 formulierte Lerner-Index ist ein Konzept, das die Preismacht eines Unternehmens bestimmen kann. Er beschreibt die prozentuale Abweichung der Grenzkosten eines Gutes von dessen Marktpreis. Je größer die Differenz aus dem Index ausfällt, umso höher ist die Marktmacht einzustufen. Walter Eucken sah 1940 Marktmacht darin, dass sie die Konkurrenzpreise außer Kraft setzen könne. Er setzte sich für die „Schaffung einer funktionsfähigen Ordnung der modernen Wirtschaft durch Wirtschaftsverfassung“ ein. Joseph A. Schumpeter ging 1942 davon aus, dass Marktmacht durch höhere Gewinne die Forschungs- und Entwicklungsaktivitäten begünstige, wodurch Innovationen und damit Wirtschaftswachstum entstehe. Für Friedrich August von Hayek bedeutete Marktmacht 1946 keine Gefährdung des Wettbewerbs, sondern verlangt lediglich einen unbehinderten Marktzugang und ungestörte Marktinformation.
Das im Januar 1958 in Kraft getretene Gesetz gegen Wettbewerbsbeschränkungen (GWB) betrachtete Marktmacht zunächst nicht an und für sich als schlecht, sondern lediglich den Missbrauch dieser Marktmacht. Deshalb enthielt es anfangs lediglich eine Missbrauchsaufsicht über marktbeherrschende Unternehmen (§ 19 GWB a. F.). Erst mit der Einführung der Fusionskontrolle im August 1973 ging es davon aus, dass Marktmacht zumindest wettbewerbsgefährdend wirken könne.
Ist ein Unternehmen in der Lage, den Marktpreis deutlich und auf längere Dauer über seinen Grenzkostenpreis zu erhöhen, so verfügt es über Preissetzungsmacht, die in der ökonomischen Lehre als Marktmacht bezeichnet wird. Ein natürliches Monopol erreicht Marktmacht, wenn es fixkostenintensiven Unternehmen gelingt, ihre Produktion zu steigern und damit die Grenzkosten zu senken, wodurch sie kleinere Anbieter aus dem Markt verdrängen können. Je geringer die Preiselastizität der Nachfrage ist, umso größer ist die Marktmacht eines Anbieters.

## Arten
Zu unterscheiden ist zwischen der vertikalen und der horizontalen Marktmacht:
- Vertikale Marktmacht ist die Macht, die sich zwischen Anbietern und Nachfragern bilden kann. Angebots- aber auch Nachfrage-Monopole können erhebliche Marktmacht besitzen.
- Horizontale Marktmacht ist die Macht, welche Anbieter bzw. Nachfrager untereinander besitzen. Beim Vorliegen eines so genannten Käufermarktes können Anbieter mit einem großen Marktanteil im Vergleich zu den Mitbewerbern diese Macht ausnutzen.[13]

## Kriterien der Marktmacht
Die Wettbewerbstheorie verbindet mit der Marktmacht den Wettbewerbsgrad auf einem Markt. Je größer die Marktmacht ausfällt, umso geringer ist der Wettbewerbsgrad auf einem Markt und umgekehrt. Größte Marktmacht besitzt der Monopolist (Anbieter) oder ein Monopson (Nachfrager), die jeweils alle Marktmacht auf sich vereinigen und mit ihrem Marktverhalten den Marktpreis und das Absatzvolumen bestimmen können. Ein vollkommener Markt hingegen ermöglicht den Marktteilnehmern lediglich, sich als Preis- oder Mengenanpasser zu verhalten. Sie können den Wettbewerb nicht beeinflussen und besitzen keine Marktmacht.
Einige Kriterien können zur Marktmacht beitragen. Dazu gehören vor allem Marktführerschaft, Marktanteile und Verhandlungsmacht. Die Vollständigkeit und kausale Abhängigkeit dieser Einflussgrößen ist jedoch strittig. Zur Feststellung der Höhe der Marktmacht eignet sich die Messung der Preiselastizität bzw. des Monopolgrades (Lerner-Index), der die negativ reziproke Preiselastizität darstellt.

### Marktführer
Während der quantitative Marktführer den größten Marktanteil im Hinblick auf Marktvolumen oder Absatzvolumen auf sich vereinigt, ist der qualitative Marktführer ein Technologie-, Qualitäts- oder Markenführer. Der Technologieführer besitzt den größten technologischen Vorsprung innerhalb eines bestimmten Marktes oder Marktsegmentes, der Qualitätsführer hebt sich durch seine herausragende Produktqualität von anderen Wettbewerbern deutlich ab, der Markenführer vereinigt den größten Marktanteil einer bestimmten Marke auf sich. Marktführer können von den economies of scale und ihrer Marktmacht profitieren. Auch Preisführerschaft und Kostenführerschaft können zur Marktführerschaft und damit zur Marktmacht beitragen.

### Marktanteile
Als Kausalzusammenhang wird angenommen, dass hohe Marktanteile mit hoher Marktmacht des Marktführers verbunden sind. Marktmacht korreliert positiv mit Marktanteilen. Je höher der Marktanteil eines Marktteilnehmers ist, umso höher ist seine Marktmacht. Den größten Marktanteil – und damit die größte Marktmacht – besitzen Monopolisten (im Extremfall: 100 %), es folgen Oligopolisten (> 20 % bis < 80 %), während Polypolisten die geringsten Marktanteile auf sich vereinigen (< 20 %). Im Polypol spielt deshalb die Marktmacht keine Rolle. Hohe Marktanteile weisen meist Großunternehmen auf, während Kleinunternehmen wegen ihrer geringen Betriebsgröße seltener Marktmacht ausüben können.

### Verhandlungsmacht
Für Michael E. Porter ist Marktmacht gleichbedeutend mit Verhandlungsmacht. Auch die Verhandlungsmacht ist deshalb Teil der Marktmacht. Je höher die Verhandlungsstärke der Lieferanten, desto niedriger ist die Gewinnspanne des Abnehmers und desto niedriger die Attraktivität der Branche und umgekehrt. Verhandlungsmacht wirkt sich jedoch nicht nur auf die Preise aus, sondern kann auch alle übrigen Marktdaten erfassen. Indikatoren für die große Verhandlungsmacht von Lieferanten sind hohe Wechselkosten, Substitutionslücken oder Monopolstellung. Dem Staat steht als Nachfrager mit großem Volumen hohe Verhandlungsmacht zu; er ist zuweilen der wichtigste oder sogar einzige Käufer (Straßenbau, Waffen), so dass ihm auch größere Marktmacht zukommt.

## Käufer- und Verkäufermarkt
Käufermarkt (englisch buyer’s market) und Verkäufermarkt (englisch seller’s market) bezeichnen zwei extreme Marktsituationen, bei denen ein Teil der Marktdaten durch den Käufer bzw. den Verkäufer festgelegt werden. Ursachen für die bessere Verhandlungsmacht des Käufers bzw. Verkäufers sind jeweils ein Überhang des Angebots bei geringer Nachfrage (Angebotsüberhang) bzw. ein knappes Angebot bei sehr großer Nachfrage (Nachfrageüberhang). Folgen des Käufer- bzw. Verkäufermarktes sind vor allem sinkende bzw. steigende Preise sowie die Begünstigung von Schwarzmärkten und Monopolsituationen. Das Spinnwebtheorem oder der so genannte Schweinezyklus zeigen, wie Käufer- und Verkäufermärkte aufeinander folgen und sich jeweils gegenseitig verursachen können.

## Strategien zur Ausnutzung von Marktmacht

### Ausbeutungsstrategie
Bei dieser Strategie werden Konditionen am Markt durchgesetzt, welche ohne Marktmacht nicht durchsetzbar wären. Dies kann sowohl gegenüber Lieferanten als auch gegenüber Nachfragern erfolgen. Die Marktmacht von Anbietern gegenüber Nachfragern zeigt sich an monopolistischem Verhalten, also dem Setzen von höheren Preisen zu niedrigeren Mengen (Verkäufermarkt). Von Nachfragern gegenüber Anbietern wird die Marktmacht genutzt, um die Einkaufskonditionen zu beeinflussen (Käufermarkt). Im Wettbewerbsrecht existiert zur Erfassung solcher Vorgehensweisen die Fallgruppe des Missbrauchs von Nachfragemacht. Neben der Preisgestaltung zugunsten des Nachfragers kann dies auch durch Verlagerung von Risiken auf die Anbieter geschehen.

### Verdrängungsstrategie
Bei dieser Strategie wird versucht, meist durch Kampfpreise, den Mitbewerber aus dem Markt zu drängen (Verdrängungswettbewerb).

### Diskriminierungsstrategie
Hierbei werden (meist) die Abnehmer durch den Verkäufer ungleich behandelt. Dies kann zum Beispiel durch das Setzen unterschiedlicher Preise für Nachfrager erfolgen. Eine weitere Möglichkeit besteht darin, das Produkt nur an bestimmte Händler zu vertreiben.

### Bindungsstrategie
Diese Strategie bindet einen Abnehmer an bestimmte Verhaltensweisen. Dies kann sowohl die Preisbindung als auch die Ausschließlichkeitsbindung sein. Letzteres bedeutet, dass es Händlern verboten ist, Konkurrenzprodukte zu vertreiben.

## Wohlfahrtswirkungen
Anders als die Gegenmacht des Handels, die tendenziell zu Preissenkungen führt, sowie bei fehlender oder nicht ausreichender Nachfragemacht hat industrielle Marktmacht (Anbietermacht) in vielen Fällen eine negative Wirkung auf die Wohlfahrt in einer Ökonomie. Es können vier Formen der Ineffizienz entstehen:

### Allokative Ineffizienz
Da bei vorhandener Marktmacht der Preis häufig über den Grenzkosten liegt, kommt es zwar zu einer Erhöhung der Produzentenrente, allerdings auch zu einer Verringerung der Konsumentenrente, welche relativ stärker ausfällt. Folglich kommt es zu einer allokativen Ineffizienz.

### Produktive Ineffizienz
Unternehmen mit Marktmacht haben häufig höhere Kosten zu tragen als Unternehmen im Wettbewerb. Ein Grund dafür kann der mangelnde Wettbewerbsdruck und die dadurch hervorgerufene produktive Ineffizienz sein.

### Dynamische Ineffizienz
Beim Vorhandensein von Marktmacht ist es möglich, dass ein Unternehmen einen geringeren Anreiz hat, in Forschung und Entwicklung zu investieren.

### Qualitative Ineffizienz
Obwohl die Produktion hochwertiger Güter eine höhere Wohlfahrt hervorbringt, werden nur Produkte geringerer Qualität produziert, da der Produzent hierbei eine höhere Rente generieren kann.

## Marktmacht und Kartellrecht
Marktmacht wird oft in einen Zusammenhang mit Wettbewerbsbeschränkung gebracht. Die Beziehungen zwischen Marktmacht und Wettbewerbsbeschränkung sind jedoch ambivalent, da die verhaltensabhängigen vielfältigen (Über-)Machtkonstellationen häufig wechseln. Marktmacht wird kartellrechtlich im Sinne von Marktbeherrschung interpretiert, die tendenziell zur Ausschaltung des Wettbewerbs führt. Das Kartellrecht versucht deshalb, Marktmacht zu verhindern. Kartellrechtlich kommt es darauf an, dass diese Marktmacht durch Fusionen entstanden ist, Marktmacht durch natürliches Unternehmenswachstum ist per se nicht verboten.
Das Kartellrecht misst die Marktmacht anhand von Marktanteilen. Dafür wird zuerst ein relevanter Markt nach dem sogenannten Bedarfsmarktkonzept abgegrenzt. Danach gehören mehrere Produkte dann in einen Markt, wenn sie aus Verbrauchersicht funktional austauschbar sind. Bei mehrseitigen Plattformen, die mehrere Akteure zusammenbringen, wie Zeitungen (Werbeunternehmen und Leser) können jedoch die unterschiedlichen Märkte zu einem einheitlichen Markt zusammengefasst werden. In dem so abgegrenzten Markt werden Marktanteile anhand des Umsatzes errechnet. Bei einem Marktanteil von mindestens 40 % wird nach § 18 Abs. 4 GWB widerlegbar vermutet, dass eine marktbeherrschende Stellung vorliegt, bei einer Gesamtheit von Unternehmen (2 oder 3 Unternehmen) gelten 50 % Marktanteil als beherrschend, bei 4 oder 5 Unternehmen 66 2/3 % (§ 18 Abs. 6 GWB; „Oligopolvermutung“). Marktanteile von mehr als 50 % sind nach der Rechtsprechung des EuGH ein Beweis für eine marktbeherrschende Stellung, unter 25 % liegt keine Marktmacht vor. Das Vorliegen einer marktbeherrschenden Stellung führt zu einem Verfahren der Kartellbehörden (§ 32 Abs. 1 GWB). In allen EU-Mitgliedstaaten ist die missbräuchliche Ausnutzung einer „beherrschenden Stellung auf dem Binnenmarkt oder auf einem wesentlichen Teil desselben durch ein oder mehrere Unternehmen“ verboten (Art. 102 AEUV).

## Marktmacht und Lohnentwicklung
2018 stellte die gemeinnützige Bertelsmann Stiftung in Kooperation mit Prognos fest, dass steigende Marktmacht hochproduktiver Unternehmen den Zuwachs der Löhne bremst. Wesentlicher Treiber dieser Entwicklung sind einzelne Großkonzerne wie beispielsweise Apple oder Google. Diese benötigen dank digitaler Technologien vergleichsweise wenig Mitarbeiter, wodurch sie produktiver arbeiten und ihre Gewinne teilweise massiv steigern können, sodass sie bald einen Markt beherrschen. Die Löhne halten mit diesem rasanten Wachstum jedoch nicht Schritt.
Die Bertelsmann Stiftung und Prognos ermittelten, dass der unterschiedlich schnelle Anstieg von Kapitalerträgen und Lohnquoten zu einer wachsenden Ungleichheit führt. Zwar entlohnen einzelne Großkonzerne ihre Mitarbeiter in der Regel besser als viele Konkurrenten. Gesamtwirtschaftlich betrachtet kommt dies aber nur einer kleinen Gruppe zugute.